# Captain Voyeur
Captain Voyeur è un cortometraggio grottesco, scritto e diretto da John Carpenter.

## Trama
Un impiegato informatico, stanco della sua vita routinaria, spia alcuni colleghi.

## Produzione
Si tratta del primo lavoro redatto da Carpenter durante i suoi anni universitari. Il cortometraggio è stato realizzato insieme agli alunni della USC Cinema.

## Distribuzione
Ritenuto perduto, nel 2011 è stato ritrovata una copia negli archivi della Scuola. Sempre lo stesso anno, Captain Voyeur venne selezionata come opera culturale dalla National Film Preservation Foundation.

## Accoglienza
Secondo Dino Everett, storico cinematografico nonché curatore dei registri USC, il personaggio principale del corto richiama nitidamente alcune caratteristiche fisiche e psicologiche di Michael Myers.